# جاي بي. براون
جاي بي. براون (بالإنجليزية: J. B. Brown)‏ هو لاعب كرة قدم أمريكية أمريكي، ولد في 5 يناير 1967 في واشنطن العاصمة في الولايات المتحدة.

## وصلات خارجية
- جاي بي. براون على موقع مرجع كرة القدم المحترفة.كوم (الإنجليزية)
- جاي بي. براون على موقع كلية كرة القدم في سبورتس رفرنس.كوم (الإنجليزية)

- جاي بي. براون على موقع IMDb (الإنجليزية)